# Пашинцев, Михаил Алексеевич
Михаил Алексеевич Пашинцев (24 января 1962 — 18 июня 2022) — советский и российский хоккеист, нападающий. Мастер спорта СССР.

## Биография
Воспитанник горьковского «Торпедо», тренер Виктор Коноваленко. В сезоне 1979/80 дебютировал в команде второй лиги «Полёт» Горький. Армейскую службу проходил в 1980—1982 годах в молодёжной команде ЦСКА и в СКА МВО. В дальнейшем выступал за «Торпедо» Горький — Нижний Новгород (1982/83 — 1983/84, 1989/90 — 1990/91), СК им. Урицкого Казань (1983/84 — 1985/86), «Сокол» Новочебоксарск (1987/88 — 1988/89), «Кварц» Бор (1989/90), «Мотор» Заволжье (1994/95).
Скончался 18 июня 2022 года.